# La Chapelle-sur-Erdre
La Chapelle-sur-Erdre (en galó La Chapèll sur l'Erd) es una comuna y población de Francia, en la región de País del Loira, departamento de Loira Atlántico, en el distrito de Nantes. Es el chef-lieu y mayor población del cantón de su nombre.
Está integrada en la Communauté urbaine Nantes Métropole .

## Demografía
| 1 398 | 1 097 | 2 164 | 2 119 | 2 420 | abs. | 2 519 | 2 554 | 2 478 | 2 580 | 2 614 | 2 610 | 2 505 | 2 593 | 2 582 | 2 504 | 2 502 | 2 514 | 2 517 | 2 514 | 2 324 | 2 237 | 2 117 | 2 090 | 2 128 | 2 322 | 2 525 | 2 878 | 5 858 | 12 246 | 14 830 | 16 391 | 16 816 |
| Para los censos de 1962 a 1999 la población legal corresponde a la población sin duplicidades (Fuente: INSEE [Consultar]) |       |       |       |       |      |       |       |       |       |       |       |       |       |       |       |       |       |       |       |       |       |       |       |       |       |       |       |       |        |        |        |        |

Forma parte de la aglomeración urbana de Nantes.